# Jon McLaughlin
Jon McLaughlin (Anderson, 27 de Setembro de 1982) é um cantor, compositor, pianista, guitarrista e produtor musical estadunidense. Lançou seu primeiro álbum de estúdio, Indiana, em 2007, alcançando notoriedade no ano seguinte com o single "Beating My Heart", de seu segundo trabalho, OK Now. Ainda em 2008, teve uma canção gravada por Beyoncé em seu terceiro álbum de estúdio.

## Biografia
Jonathan McLaughlin cresceu na cidade de Anderson, em Indiana, e aprendeu a tocar piano desde criança, junto com sua irmã mais velha, graças ao desejo de seus pais de o verem dominar o instrumento, apesar de não gostar de estudar o instrumento e muitas vezes tentava evitar as aulas. "Eu tinha aulas todas as quintas-feiras e eu chegava em casa reclamando para a minha mãe. Meu pai viajava a trabalho a semana inteira, e quando ele nos chamava para tocar e mostrar o que tínhamos aprendido eu repetia as reclamações que tinha feito à minha mãe. Eles sempre me permitiam conversar sobre isso e, de alguma forma, no final de toda conversa eu sempre dizia: 'eu acho que vou continuar'", lembra.
Os estudos de piano continuaram até que, aos quinze anos de idade, um acidente de patins fez com que Jon quebrasse os pulsos e interrompesse os estudos, o que deu a ele uma sensação de alívio sobre as lições que tomavam seu tempo. Agora ele teria tempo para criar sua própria música. Ingressou no curso de música da Universidade de Anderson, e começou a postar músicas que escrevia na rede social MySpace, notando que a busca por suas canções cresciam diariamente. "Comecei a fazer apresentações nos finais de semana com a minha banda, e eu amava. Um dia eu estava no laboratório de informática e recebi uma mensagem de alguém no MySpace, um selo independente me dizendo que tínha gostado do meu trabalho. Eu não conseguia acreditar. Até o final do meu último ano da faculdade eu entrei em contato com várias pessoas de grandes gravadoras e fazia planos para me apresentar em Nova Iorque".

## Carreira
Em 2003 ele lançou, pela Orangehaus Records, um álbum intitulado "Up Until Now". No ano seguinte lançou um álbum com seu nome, que o levou para uma turnê por Midwest.
Em 2005 gravou 8 canções EP, "Songs I Wrote and Later Recorded" que atingiu o #1 no AwareStore.com. Jon começou a chamar atenção, começando a fazer participações com artistas como Dave Barnes e Matt Wertz. Em 2006, assinou um contrato com a gravadora Island Records, desde então começou a participar de mais festivais locais. Fez turnê com Kelly Clarkson, O.A.R., Sister Hazel, Cowboy Mouth, Paolo Nutini e Marc Broussard.
Após o contrato com a Island Records, Jon gravou uma música para a comédia Scrubs da NBC, exibido no episódio "My Conventional Wisdom", em 10 de maio de 2007. A canção "Human" foi incluida no final do episódio "The Walk-In" da drama Ghost Whisperer. "Beautiful Desaster" também pode ser ouvida na série "A Little Thing Called Life". Várias músicas de Jon McLauglin foram usados em produções de Hollywood. Ainda em 2007, gravou a música "So Close", que fez parte da trilha sonora do filme Enchanted da Disney.
Em Junho de 2008, aproveitando sua popularização por causa da indicação ao Oscar 2008, McLaughlin lançou seu segundo álbum de estúdio intitulado OK Now e estreou Beating My Heart na rádio. Curiosamente, a versão de McLaughlin para a músca "Smack Into You", escrita e produzida por The-Dream e Tricky Stewart, vazou para a internet em 2008, mas não figurou na lista de músicas de OK Now. Beyoncé acabou por regravar a canção e foi destaque em seu álbum I Am... Sasha Fierce, re-intitulada-a de "Smash Into You". Ainda naquele ano, Mclaughlin co-escreveu "Every Time You Lie" e "Falling Over Me", com Demi Lovato para o segundo álbum da artista, Here We Go Again. Originalmente seria um dueto, mas a versão final só apresentou backing vocals de McLaughlin.
No entanto, por algumas desavenças, o contrato de Jon McLaughlin e a Island Records foi cancelado e o cantor passou um bom tempo sem lançar algum novo single. Em Julho de 2011, Jon voltou a aparecer nas rádios com o lançamento do single "What I Want" e mais tarde o cantor anunciou que lançaria um álbum de forma independente e assim, em Setembro daquele mesmo ano, Mclaughlin lançou Forever If Ever, trazendo como segundo single a canção "Summer Is Over". O álbum ganhou muita força pelo bom boca a boca alcançado a posição 84 do chart da Billboard, o que fez com que Jon conseguisse um contrato com a Razor & Tie.
Com a nova gravadora em 2012, Jon McLaughlin lançou o seu quarto álbum intitulado de Promising Promises que é composto por algumas músicas de Forever If Ever com uma nova mixagem e por outras faixas inéditas. O primeiro single deste novo trabalho fora a canção "Summer Is Over", mesma música do álbum anterior, no entanto, trazendo agora um dueto com a cantora Sara Bareilles. A canção também ganhou um videoclipe (o primeiro do cantor desde "Beating My Heart"). A música fora bem recebida pelo público e, ainda em 2012, McLaughlin também trabalhou a música-título do álbum, "Promising Promises" que também ganhou um videoclipe.
O ano de 2012 foi importante por causa de seu retorno às rádios, mas também porque em Dezembro do tal ano, o cantor se tornou pai pela primeira vez. Luca McLaughlin é fruto do casamento de Jon com Amy McLaughlin.
Em julho de 2013, McLaughlin lançou uma campanha com Pledgemusic, permitindo que os ouvintes a se envolver ativamente com a produção de seu novo álbum. No dia 24 de Setembro chegava às lojas o quinto álbum do cantor, trazendo como primeiro single a música "Hallelujah".
Em 2014 Mclaughlin lançou o The Christmas EP, contendo canções próprias e outras versão de músicas natalinas famosas.

## Tipo de voz
Tenor e contratenor.

## Discografia
- 2003: Up Until Now[9]
- 2004: Jon McLaughlin[9]
- 2005: Songs I Wrote and Later Recorded[9]
- 2007: Industry
- 2007: Indiana
- 2008: OK Now
- 2011: Forever If Ever
- 2012: Promising Promises
- 2013: Holding My Breath
- 2014: The Christmas EP[10]
- 2015: Like Us
- 2017: Red & Green
- 2018: Angst and Grace
- 2019: Mood
- 2020: Mood II
- 2020: Things I Say To Myself[11]

## Singles
| Ano  | Single                           | Melhores posições | Melhores posições | Álbum                          |
| Ano  | Single                           | U.S. 100          | Hot Adult         | Álbum                          |
| ---- | -------------------------------- | ----------------- | ----------------- | ------------------------------ |
| 2007 | "Industry" ¹                     | —                 | —                 | Industry EP / Indiana          |
| 2007 | "Beautiful Disaster"             | —                 | 28                | Indiana                        |
| 2007 | "Human"                          | —                 | —                 | Indiana                        |
| 2007 | "Proud Father" ¹                 | —                 | —                 | —                              |
| 2008 | "Beating My Heart"               | —                 | 18                | OK Now                         |
| 2011 | "What I Want"                    | —                 | —                 | Forever If Ever                |
| 2012 | "Summer Is Over"                 | —                 | -                 | Promising Promises             |
| 2012 | "Promising Promises"             | —                 | -                 | Promising Promises             |
| 2013 | "Hallelujah"                     | —                 | -                 | Holding My Breath              |
| 2013 | "Doesn't Mean Goodbye"           | —                 | —                 | Holding My Breath              |
| 2015 | "Before You"                     | —                 | —                 | Like Us                        |
| 2015 | "I Want You Anyway"              | —                 | —                 | Like Us                        |
| 2018 | "Lost"                           | —                 | —                 | Angst & Grace                  |
| 2018 | "You Don't Talk About Me"        | —                 | —                 | Angst & Grace                  |
| 2020 | Hiding                           | —                 | —                 | Mood II                        |
| 2020 | Spinning                         | —                 | —                 | Mood II                        |
| 2020 | A Break Up Song                  | —                 | —                 | Things I Say To Myself EP      |
| 2020 | "Outta My Head"                  | —                 | —                 | Things I Say To Myself EP      |
| 2020 | "Feeling Like Christmas"         | —                 | —                 | Things I Say To Myself EP      |
| 2021 | "In & Out" (com Casey McQuillen) | —                 | —                 | Sem álbum                      |
| 2021 | "Why It Hurts"                   | —                 | —                 | All The Things I Say To Myself |

- ¹: Lançamento digital.